# Trịnh Nghiệp Thành
Trịnh Nghiệp Thành (Giản thể: 郑业成; Phồn thể: 鄭業成; Bính âm: Zhèng Yè Chéng), sinh ngày 26 tháng 8 năm 1993, là nam diễn viên Trung Quốc. Anh được biết đến rộng rãi qua các bộ phim Hoa Thiên Cốt (2015), Yêu em từ cái nhìn đầu tiên (2016), Tam Thiên Nha Sát (2020), Ly Nhân Tâm Thượng (2020), Chúc Khanh Hảo (2022), Kính Song Thành (2022)

## Tiểu sử
Năm 2000, Trịnh Nghiệp Thành 7 tuổi được cha mẹ đưa đến võ quán cách nhà không xa để học võ và vũ đạo, nhưng vì sợ anh bị thương nên không cho anh tiếp tục học. Trịnh Nghiệp Thành lúc ấy nghe đến kinh kịch liền thấy hứng thú, từ đó về sau bắt đầu học kinh kịch.
Năm 2003, Trịnh Nghiệp Thành thi vào trường Trung học thuộc Học viện Hí kịch Thượng Hải, rời khỏi gia hương đi đến Thượng Hải, học vai vũ sinh (vai kép đánh võ) trong hí khúc. Thời gian đó, mỗi ngày 6 giờ sáng Trịnh Nghiệp Thành đã rời giường luyện công, buổi tối 9 giờ nghỉ ngơi. Luyện giọng, đá chân, học các động tác võ thuật, học các bài hát mới, tham gia diễn xuất.
Năm 2010, Trịnh Nghiệp Thành 17 tuổi thi vào Học viện hí khúc Trung Quốc, tiếp tục con đường học tập kinh kịch. Trong quá trình đó đã tham gia vào các vở diễn như: Đả Thanh Long, Chiến Kim Sơn, Xuân Khuê Mộng.
Năm 2014, Trịnh Nghiệp Thành thuận lợi tốt nghiệp ở Học viện hí khúc Trung Quốc.

## Sự nghiệp
Tháng 9 năm 2012, cùng Mã Thiên Vũ, Lâm Nguyên, Quách Gia Minh cùng diễn chính cho bộ phim điện ảnh tình cảm hài kịch "Bách vạn ái tình bảo bối" (百万爱情宝贝), vai Kẹo Que.
Tháng 6 năm 2013, trong bộ phim truyền hình cổ trang thần thoại "Kiếm Hiệp, bát tiên tiền truyện"《 剑侠 / 八仙前传 》  đóng vai Lam Thái Hà. Tháng 7, trong bộ phim truyền hình cổ trang huyền huyễn "Cổ kiếm kỳ đàm"《 古剑奇谭 》  đóng vai thư đồng Vượng Tài; Tháng 8, tham diễn bộ phim truyền hình cổ trang "Tú lệ giang sơn chi trường ca hành" 《 秀丽江山之长歌行 》, vai thiếu niên Đặng Vũ.
Tháng 2 năm 2014, tham diễn một bộ phim truyền hình do Trương Quốc Lập đạo diễn là "Bán lộ phụ tử" 《 半路父子 》, trong phim vai diễn của anh là con trai của Lưu Nhược Anh, và cùng Trương Quốc Lập trở thành "cha con nửa đường". Tháng 5, anh tham diễn bộ phim truyền hình cổ trang huyền huyễn "Hoa thiên cốt" 《 花千骨 》, với sự đồng tham gia của Hoắc Kiến Hoa, Triệu Lệ Dĩnh; Trịnh Nghiệp Thành diễn vai Nam Huyền Nguyệt. Tháng 7 năm đó, "Cổ kiếm kỳ đàm" phát sóng trên đài truyền hình Hồ Nam, vai diễn Vượng Tài nhỏ bé của anh nhận được sự quan tâm. Tháng 10, anh vào đoàn phim truyền hình cổ trang "Mị Nguyệt truyện" 《 芈月传 》, trong bộ phim này anh diễn vai Tống Ngọc - mỹ nam cổ đại trứ danh trong lịch sử.
Ngày 3 tháng 11 năm 2014, chương trình truyền hình "Thần tượng vạn vạn toái" 《 偶像万万碎 》 của đài Mango TV phát sóng, Trịnh Nghiệp Thành cùng với Tôn Kiêu Kiêu đóng vai trò MC. Tháng 11, tham gia vào chương trình "Ta là đại mỹ nhân" 《 我是大美人 》  do Hà Cảnh làm MC.
Năm 2015, anh trở thành diễn viên chính trong bộ phim chiếu mạng "Nam thần chấp sự đoàn" 《 男神执事团 》, vai diễn của anh nắm giữ năng lực "sáng tạo thời không" Vũ Tảo Xuyên. Tháng 7 anh tham diễn vào bộ phim dân quốc "Quyến luyến khuyết ca" 《 恋恋阙歌 》 với vai diễn là một diễn viên của viện ca kịch là Đỗ Xuân Sinh. Tháng 8 anh tham gia vào đoàn phim "Yêu em từ cái nhìn đầu tiên" 《 微微一笑很倾城 》  với vai diễn "mỹ nhân sư huynh" Hách Mi. Tháng 12 anh lại tiếp tục tham gia diễn vai ca sĩ nổi tiếng Lệ Tiêu trong bộ phim chiếu mạng "Trùng sinh chi danh lưu cự tinh" 《 重生之名流巨星 》
Năm 2016, tháng 1 anh tham gia bộ phim chiếu mạng "Vương bài ngự sử" vai Diệp Ngôn do công ty giải trí Aha sản xuất. Tháng 4 anh chủ diễn vai Lý Tinh Vân - hoàng tử triều Đường trong bộ phim "Họa giang hồ bất chí lương nhân" 《 画江湖之不良人 》. Ngày 6 tháng 11, anh nằm trong bảng Ngôi sao mới xu thế của năm. Ngày 3 tháng 12, trong đêm hội IQIYI nhận được giải Nhân vật mới phim truyền hình của năm.
Tháng 11 năm 2016, anh chủ diễn trong một bộ phim do Youku và Tân phái hệ văn hóa truyền thông sản xuất và "Run rẩy đi, A Bộ" 《 颤抖吧, 阿部! 》, bộ phim này được phát sóng trên Youku vào ngày 7/8/2017.
Tháng 3 năm 2017, anh diễn chính trong một bộ phim do Hoa Sách và 北京自由酷鲸影业 sản xuất là "Thịnh Đường huyễn dạ", với vai diễn vương tử Sa La là A  Anh vì mất trí nhớ mà lưu lạc trở thành mã nô, bộ phim này được chính thức phát sóng vào 18/10/2018.
Ngày 16/2/2018, anh tham dự Xuân Vãn của đài truyền hình Đông Phương, cùng với Hứa Ngụy Châu, Hầu Minh Hạo biểu diễn 《 中国功夫 》, 《 十年 》, 《 中国话 》, 《 大中国 》. Ngày 16/6, bộ phim "Run rẩy đi, A Bộ chi Đóa Tinh Phong Vân" chính thức lên sóng. Ngày 8/4, anh tham gia vào hoạt động "Thanh Xuân Mango" của MangoTV. Cùng năm, anh tham diễn vào bộ phim cổ trang "Hạc lệ hoa đình", với vai diễn tướng quân thiếu niên Cố Phùng Ân, bộ phim này được phát sóng vào 12/11/2019.
Năm 2019, anh tham gia diễn chính trong bộ phim tiên hiệp huyền huyễn "Tam thiên nha sát" 《 三千鸦杀 》do MangoTV và Tân lực lượng ảnh thị hợp tác sản xuất với vai diễn Phó Cửu Vân, bộ phim đã được phát sóng vào ngày 19/3/2020. Tháng 7, anh tiếp tục tham gia hoạt động "Thanh xuân Mango" của MangoTV. Tháng 8, anh tổ chức sinh nhật lần thứ 26 tại Thượng Hải và biểu diễn ca khúc "New Boy". Tháng 10, anh tham gia vào đoàn phim "Mai khôi hành giả" 《 玫瑰行者 》 có đề tài hình sự trinh sát chống ma túy ở thành phố Trùng Khánh, bộ phim này do Youku và Bắc Kinh tân lực lượng ảnh thị hợp tác sản xuất, Trịnh Nghiệp Thành diễn vai Trương Hiển Hách thần bí khó lường. Ngày 31/10, anh tham gia ngày hội "Thiên sinh thanh xuân" của MangoTV. Ngày 21/11, anh cùng đoàn phim "Hạc lệ hoa đình" cùng giao lưu quảng bá bộ phim ở trường đại học truyền thông. Ngày 10/12, tham gia hoạt đồng tuyên truyền "Hạc lệ hoa đình" tại Đại học Nhân dân Trung Quốc.
Năm 2020, ngày 8/1 tại Ý, anh được mời tham gia tuần lễ thời trang Pitti Immagine Uomo lần thứ 97. Cùng trong năm, bộ phim "Ly Nhân Tâm Thượng" 《离人心上 》anh vào vai tướng quân Tiết Diệu, do anh cùng Hồ Ý Hoàn đóng chung đã được phát sóng và giúp anh đến gần công chúng hơn.
Năm 2021, anh nhận vai chính Hứa Hiểu Đông - một chàng kỹ sư thiết kế game trong "Hãy yêu nhau dưới ánh trăng tròn" 《满月之下请相爱》 và đóng cùng Cúc TỊnh Y
Năm 2022, anh tham gia bộ phim "Chúc Khanh Hảo" đóng cùng Viên Băng Nghiên. Anh vào vai Thẩm Yến, một Cẩm Y Vệ lạnh lùng khó gần, bộ phim đã gây tiếng vang lớn và giúp cho anh được công chúng biết đến rộng rãi hơn. Ngoài ra anh còn tham gia bộ phim "Kính Song Thành", dù vào vai phụ Thái tử Chân Lam, nhưng anh lại được nhận xét diễn xuất tốt và ổn định hơn so với 2 nhân vật chính là Tô Ma (Lý Dịch Phong) và Bạch Anh (Trần Ngọc Kỳ).
Năm 2023, anh vào vai chính trong 2 bộ phim "Thắp sáng muôn nhà" 《许你万家灯火》vào vai Lâm Kỳ và "Người bắt mộng" 《無眠之境》vào vai Lục Phong Bình và đóng cùng Tân Vân Lai.

## Phim

### Phim truyền hình
| Năm chiếu      | Tên phim                                         | Tên tiếng Trung      | Vai diễn                        | Bạn diễn                     | Vai chính |
| -------------- | ------------------------------------------------ | -------------------- | ------------------------------- | ---------------------------- | --------- |
| 2014           | Cổ Kiếm Kỳ Đàm                                   | 古剑奇谭             | Vượng Tài                       |                              |           |
| 2014           | Kiếm Hiệp                                        | 剑侠                 | Thái Lam Hòa                    |                              |           |
| 2014           | Bán Lộ Phụ Tử                                    | 半路父子             | Cao Mại                         |                              |           |
| 2014           | Thần Điêu Hiệp Lữ                                | 神雕侠侣             | tiểu Vương tướng quân           |                              |           |
| 2015           | Hoa Thiên Cốt                                    | 花千骨               | Nam Vô Nguyệt/ Nam Huyền Nguyệt | Triệu Lệ Dĩnh, Hoắc Kiến Hoa |           |
| 2015           | Nam Thần Chấp Sự Đoàn                            | 男神执事团           | Vũ Tảo Xuyên                    |                              | x         |
| 2015           | Tuổi 17 Sẽ Đau Lòng                              | 会痛的十七岁         | Vương Tử Kiều                   |                              |           |
| 2016           | Mị Nguyệt Truyện                                 | 芈月传               | Tống Ngọc                       |                              |           |
| 2016           | Tú Lệ Giang Sơn Chi Trường Ca Hành               | 秀丽江山之长歌行     | Đặng Vũ (thiếu niên)            |                              |           |
| 2016           | Yêu Em Từ Cái Nhìn Đầu Tiên                      | 微微一笑很倾城       | Hách Mi                         |                              |           |
| 2016           | Luyến Luyến Chuyết Ca                            | 恋恋阙歌             | Đỗ Xuân Sinh                    |                              |           |
| 2016           | Họa Giang Hồ Chi Bất Lương Nhân                  | 画江湖之不良人       | Lý Tinh Vân                     |                              | x         |
| 2016           | Trùng Sinh Chi Danh Lưu Cự Tinh                  | 重生之名流巨星       | Lệ Tiêu                         |                              |           |
| 2017           | Túy Linh Lung                                    | 醉玲珑               | Linh Lung Sứ                    |                              |           |
| 2017           | Túy Linh Lung Phiên Ngoại Chi Linh Lung Túy Mộng | 醉玲珑番外之玲珑醉梦 | Linh Lung Sứ                    |                              |           |
| 2017           | Run Rẩy Đi A Bộ                                  | 颤抖吧，阿部         | Đường Thanh Phong               | An Duyệt Khê                 | x         |
| 2018           | Thịnh Đường Huyễn Dạ                             | 盛唐幻夜             | Mục Lạc/ A Anh                  | Ngô Thiến                    | x         |
| 2018           | Run Rẩy Đi A Bộ Chi Đóa Tinh Phong Vân           | 颤抖吧阿部之朵星风云 | Đường Thanh Phong/Y             | An Duyệt Khê                 | x         |
| 2019           | Hạc Lệ Hoa Đình                                  | 鹤唳华亭             | Cố Phùng Ân                     |                              |           |
| 2020           | Tam Thiên Nha Sát                                | 三千鸦杀             | Phó Cửu Vân                     | Triệu Lộ Tư                  | x         |
| 2020           | Ly Nhân Tâm Thượng                               | 离人心上             | Tiết Diệu                       | Hồ Ý Hoàn                    | x         |
| 2020           | Biệt Vân Gian                                    | 别云间               | Cố Phùng Ân                     |                              |           |
| 2021           | Bắc Triệt Nam Viên                               | 北辙南辕             | Triệu Hách Nam                  |                              |           |
| 2021           | Mai Khôi Hành Giả                                | 玫瑰行者             | Trương Hiển Hách                | Lâm Bằng                     | x         |
| 2021           | Hãy Yêu Nhau Dưới Ánh Trăng Tròn                 | 满月之下请相爱       | Hứa Hiểu Đông                   | Cúc Tịnh Y                   | x         |
| 2022           | Kính Song Thành                                  | 镜·双城              | Chân Lam                        |                              |           |
| 2022           | Chúc Khanh Hảo                                   | 祝卿好               | Thẩm Yến                        | Viên Băng Nghiên             | x         |
| 2023           | Thắp Sáng Muôn Nhà                               | 许你万家灯火         | Lâm Kỳ                          |                              | x         |
| 2023           | Người Bắt Mộng                                   | 無眠之境             | Lục Phong Bình                  | Tân Vân Lai                  | x         |
| 2024           | Thục Cẩm Nhân Gia                                | 蜀锦人家             | Dương Tịnh Lan                  | Đàm Tùng Vận                 | x         |
| Chưa phát sóng | Nhất Niệm Vĩnh Hằng                              | 一念永恒             | Bạch Tiểu Thuần                 | Tôn Di                       | x         |
| Chưa phát sóng | Bán Thành Phong Nguyệt                           | 半城风月             |                                 | Dương Siêu Việt              | x         |
| Chưa phát sóng | Ẩn Nương                                         | 隐娘                 | Chu Kính/Kính Chân              | Tần Lam                      | x         |

### Phim điện ảnh
| Năm quay | Tên phim                                | Tên tiếng Trung    | Vai diễn  |
| -------- | --------------------------------------- | ------------------ | --------- |
| 2013     | Bách vạn ái tình bảo bối                | 百万爱情宝贝       | Lollipop  |
| 2016     | Vương bài ngự sử chi liệp uêu giao thất | 王牌御史之猎妖教室 | Diệp Ngôn |
| 2015     | Một nữa, tình yêu chưa đầy              | 一半一半, 爱情未满 | Lý Vị     |

## Giải thưởng và đề cử
| Năm  | Giải thưởng                                      | Hạng mục                                 | Tác phẩm                    | Kết quả   | Tham khảo |
| ---- | ------------------------------------------------ | ---------------------------------------- | --------------------------- | --------- | --------- |
| 2016 | Lễ trao giải Powerstar                           | Ngôi sao mới của năm                     | —                           | Đoạt giải | [ 1 ]     |
| 2016 | IQIYI All-Star Carnival lần thứ 6                | Diễn viên truyền hình mới xuất sắc nhất  | Yêu em từ cái nhìn đầu tiên | Đoạt giải | [ 2 ]     |
| 2018 | Liên hoan phim trực tuyến lần thứ 2              | Nam diễn viên xuất sắc nhất (Web-series) | Run rẩy đi a bộ             | Đoạt giải | [ 3 ]     |
| 2019 | Liên hoan phim truyền hình Kim Cốt Đóa lần thứ 4 | Nam diễn viên triển vọng của năm         | Hạc Lệ Hoa Đình             | Đoạt giải | [ 4 ]     |